# Cadaveri innocenti
Cadaveri innocenti è il secondo libro delle avventure dell'antropologa forense Temperance Brennan, ideata da Kathy Reichs, e scritto nel 1999.
Ambientato a Montréal, Canada, ed in Carolina del Nord, il romanzo è un Thriller medico che coinvolge una setta.

## Trama
L'inverno canadese è rigido e proprio in questo periodo Temperance Brennan si trova ad indagare su un misterioso incendio avvenuto in una villetta di periferia. 
Dopo molte ricerche si trovano i corpi delle vittime, ma ciò che lei nota subito è che queste difficilmente abbiano assistito all'esplosione. Tra i cadaveri figurano anche due neonati di appena pochi mesi.
Così, mentre lei si occupa delle autopsie, Andrew Ryan, investigatore della Omicidi, svolge le opportune indagini.
Contemporaneamente, il suo lavoro all'università di Charlotte la richiama in Carolina del Nord ed il caso di una suora che deve essere canonizzata occupa il suo tempo, a causa di alcune incongruenze, spingendo la protagonista a volerne sapere di più.
Ma proprio mentre si trova a Charlotte, la scia di morte ricompare, collegando sottilmente ciò che è avvenuto a Montréal con quanto sta accadendo ora nella misteriosa comunità senza nome del Carolina del Sud. Temperance e Ryan sono decisi a scoprire di che cosa si tratti.

## Personaggi
- Temperance Brennan: protagonista ed antropologa forense;
- Andrew Ryan: tenente della Section de Crimes contre la Personne della SUQ (Sûreté du Québec).

## Narrazione
Il romanzo è narrato in prima persona dalla protagonista e vi è un intreccio tra descrizioni scientifiche delle procedure utilizzate, la narrazione degli eventi, dei contesti e dei personaggi ed infine le sensazioni e le emozioni della dottoressa.

## Edizioni
- Kathy Reichs, Cadaveri Innocenti, traduzione di Alessandra Emma Giagheddu, Bur, 2006, ISBN 88-17-25186-0.